# Ukrajinski nacionalni muzej Černobil
Ukrajinski nacionalni muzej Černobil (ukrajinsko Український національний музей "Чорнобиль", latinizirano: Ukrajins'kyj nacional'nyj muzej "Čornobyl'") je zgodovinski muzej v Kijevu v Ukrajini, posvečen jedrski nesreči v Černobilu leta 1986 in njenim posledicam. V njej je obsežna zbirka vizualnih medijev, artefaktov, makete in drugi predstavljeni predmeti, namenjeni izobraževanju javnosti o številnih vidikih katastrofe. Številni eksponati prikazujejo tehnični napredek nesreče, obstaja pa tudi veliko področij, posvečenim žrtvam nesreče in kulturnim  posledicam nesreče. 
Zaradi narave predmetnega gradiva muzej ponuja zelo vizualno privlačno izkušnjo.
Muzej zavzema stavbo iz začetka 20. stoletja, v kateri je bilo prej gasilsko društvo in jo je leta 1992 podarila državna gasilska straža. 

## Galerija
- Dvorana v muzeju
- Dvorana z mapami in zemljevidi černobilskega izkjlučitvenega območja.
- Model nepravilno razvite živali zaradi izspotavljenju sevanja.
- Dvorana za vhodi
- Model znaka za opozorilo pred sevanjem
- Model gasilskih cevi s katerimi so gasilci gasili požar v reaktorju 4 v černobilski jedrski elektrarni.